# 片岡孝夫 (経済学者)
片岡 孝夫（かたおか たかお、1960年3月 - ）は、日本の経済学者。専門はマクロ経済学。早稲田大学商学学術院教授。

## 人物・経歴
東京都北区生まれ。早稲田中学校・高等学校を経て、北海道大学経済学部卒業。ロチェスター大学経済学研究科博士課程修了、Ph.D.。1990年福島大学経済学部助教授。1995年東京経済大学経済学部助教授。1999年早稲田大学商学部助教授。2004年早稲田大学商学学術院教授。専門は金融政策などのマクロ経済学。